# Llista de presidents del Tribunal Superior de Justícia per comunitat autònoma
|  | Si cerqueu el Tribunal Superior de Justícia d'alguna comunitat autònoma, vegeu «Tribunal Superior de Justícia (desambiguació)» |

Aquesta llista de presidents del Tribunal Superior de Justícia per comunitat autònoma inclou totes les persones que han ocupat i ocupen la presidència del Tribunal Superior de Justícia en cada una de les comunitats autònomes de l'Estat espanyol, sempre i quan hagin exercit aquest càrrec de manera efectiva i no només en funcions. 
Informació actualitzada per un bot. Els canvis manuals es perdran quan s'actualitzi!

## president del Tribunal Superior de Justícia d'Andalusia, Ceuta i Melilla
| Imatge | Titular                                 | Des de | Fins a | Duració (anys) | Gènere  | Lloc de naixement |
| ------ | --------------------------------------- | ------ | ------ | -------------- | ------- | ----------------- |
|        | Andrés Márquez Aranda                   | (1989) | (1991) | 1–2            | masculí | Cuevas Bajas      |
|        | Juan Ignacio Pérez Alférez              | (1991) | (1992) | 0–1            | masculí | Priego de Córdoba |
|        | Manuel Rodríguez López                  | (1992) | (1995) | 2–3            | masculí | Granada           |
|        | Augusto Méndez de Lugo y López de Ayala | (1995) | (2010) | 14–15          | masculí | Madrid            |
|        | Lorenzo Jesús del Río Fernández         | (2010) |        |                | masculí | Jódar             |

## president del Tribunal Superior de Justícia d'Aragó
| Imatge | Titular                    | Des de | Fins a | Duració (anys) | Gènere  | Lloc de naixement |
| ------ | -------------------------- | ------ | ------ | -------------- | ------- | ----------------- |
|        | José Ramón San Román       | (1989) | (1998) | 8–9            | masculí | La Rioja          |
|        | Benjamín Blasco Segura     | (1998) | (2004) | 5–6            | masculí | Fondespatla       |
|        | Fernando Zubiri de Salinas | (2004) | (2014) | 9–10           | masculí | Saragossa         |
|        | Manuel Bellido Aspas       | (2014) |        |                | masculí | Terol             |

## president del Tribunal Superior de Justícia de Cantàbria
| Imatge | Titular                                 | Des de | Fins a | Duració (anys) | Gènere  | Lloc de naixement            |
| ------ | --------------------------------------- | ------ | ------ | -------------- | ------- | ---------------------------- |
|        | Claudio Movilla                         | (1989) | (1997) | 7–8            | masculí | Castro Caldelas              |
|        | Francisco Javier Sánchez-Pego Fernández | (1997) | (2004) | 6–7            | masculí |                              |
|        | César Tolosa Tribiño                    | (2004) | (2015) | 10–11          | masculí | Santa María la Real de Nieva |
|        | José Luis López del Moral Echeverría    | (2015) |        |                | masculí |                              |

## president del Tribunal Superior de Justícia de Canàries
| Imatge | Titular                       | Des de | Fins a | Duració (anys) | Gènere  | Lloc de naixement      |
| ------ | ----------------------------- | ------ | ------ | -------------- | ------- | ---------------------- |
|        | Manuel Alcaide Alonso         | (1993) | (2000) | 6–7            | masculí |                        |
|        | Fernando de Lorenzo Martínez  | (2000) | (2005) | 4–5            | masculí |                        |
|        | Antonio Juan Castro Feliciano | (2005) | (2013) | 7–8            | masculí |                        |
|        | José Ramón Navarro Miranda    | (2013) | (2014) | 0–1            | masculí | Santa Cruz de Tenerife |
|        | Antonio Doreste Armas         | (2014) | (2019) | 4–5            | masculí |                        |
|        | Juan Luis Lorenzo Bragado     | (2021) |        |                | masculí | Zamora                 |

## president del Tribunal Superior de Justícia de Castella i Lleó
| Imatge | Titular                        | Des de | Fins a | Duració (anys) | Gènere  | Lloc de naixement |
| ------ | ------------------------------ | ------ | ------ | -------------- | ------- | ----------------- |
|        | Antonio Nabal Recio            | (1989) | (1992) | 2–3            | masculí |                   |
|        | José Luis de Pedro Mimbrero    | (1993) | (2004) | 10–11          | masculí |                   |
|        | José Luis Concepción Rodríguez | (2005) |        |                | masculí | Segòvia           |

## president del Tribunal Superior de Justícia de Castella-la Manxa
| Imatge | Titular                        | Des de | Fins a | Duració (anys) | Gènere  | Lloc de naixement      |
| ------ | ------------------------------ | ------ | ------ | -------------- | ------- | ---------------------- |
|        | José Rodríguez Jiménez         | (1989) | (1996) | 6–7            | masculí | Albox                  |
|        | Emilio Frías Ponce             | (1996) | (2005) | 8–9            | masculí | Albacete               |
|        | Vicente Manuel Rouco Rodríguez | (2005) |        |                | masculí | La Puebla de Montalbán |
|        | María Pilar Astray             | (2025) |        |                | femení  |                        |

## president del Tribunal Superior de Justícia de Catalunya
| Imatge | Titular                         | Des de | Fins a | Duració (anys) | Gènere  | Lloc de naixement |
| ------ | ------------------------------- | ------ | ------ | -------------- | ------- | ----------------- |
|        | José Antonio Somalo Giménez     | (1989) | (1994) | 4–5            | masculí | Madrid            |
|        | Guillem Vidal Andreu            | (1994) | (2004) | 9–10           | masculí | Palma             |
|        | Maria Eugènia Alegret i Burgués | (2004) | (2010) | 5–6            | femení  | Barcelona         |
|        | Miguel Ángel Gimeno Jubero      | (2010) | (2015) | 4–5            | masculí | Binèfar           |
|        | Jesús María Barrientos Pacho    | (2016) | (2025) | 8–9            | masculí | Lleó              |
|        | Mercè Caso i Señal              | (2025) |        |                | femení  | Barcelona         |

## president del Tribunal Superior de Justícia de Galícia
| Imatge | Titular                             | Des de | Fins a | Duració (anys) | Gènere  | Lloc de naixement   |
| ------ | ----------------------------------- | ------ | ------ | -------------- | ------- | ------------------- |
|        | José Cora Rodríguez                 | (1989) | (1990) | 0–1            | masculí |                     |
|        | José Ramón Vázquez Sandes           | (1990) | (1999) | 8–9            | masculí |                     |
|        | Jesús Souto Prieto                  | (1999) | (2006) | 6–7            | masculí | Albarellos, Boborás |
|        | Miguel Cadenas                      | (2009) | (2019) | 9–10           | masculí | Ourense             |
|        | José María Gómez y Díaz-Castroverde | (2019) |        |                | masculí | Ponferrada          |

## president del Tribunal Superior de Justícia de La Rioja
| Imatge | Titular                  | Des de | Fins a | Duració (anys) | Gènere  | Lloc de naixement |
| ------ | ------------------------ | ------ | ------ | -------------- | ------- | ----------------- |
|        | Daniel Mata Vidal        | (1989) | (1996) | 6–7            | masculí | Híxar             |
|        | Jaime Gestoso Bertrán    | (1997) | (2002) | 4–5            | masculí |                   |
|        | Ignacio Espinosa Casares | (2002) | (2017) | 14–15          | masculí | Cenicero          |
|        | Javier Marca Matute      | (2017) |        |                | masculí | Huércanos         |

## president del Tribunal Superior de Justícia de Madrid
| Imatge | Titular                         | Des de        | Fins a        | Duració (anys) | Gènere  | Lloc de naixement          |
| ------ | ------------------------------- | ------------- | ------------- | -------------- | ------- | -------------------------- |
|        | José Mateo Díaz                 | (1989) (1993) | (1993) (1996) | 3–4 2–3        | masculí | Las Palmas de Gran Canaria |
|        | Clemente Auger Liñán            | (1989)        | (1992)        | 2–3            | masculí | Madrid                     |
|        | Javier María Casas Estévez      | (1997)        | (2009)        | 11–12          | masculí |                            |
|        | Francisco Javier Vieira Morante | (2010)        | (2018)        | 7–8            | masculí | Madrid                     |
|        | Celso Rodríguez Padrón          | (2019)        |               |                | masculí | Ribadavia                  |

## president del Tribunal Superior de Justícia de Navarra
| Imatge | Titular                             | Des de | Fins a | Duració (anys) | Gènere  | Lloc de naixement |
| ------ | ----------------------------------- | ------ | ------ | -------------- | ------- | ----------------- |
|        | Jesús María Rodríguez Ferrero       | (1989) | (1999) | 9–10           | masculí |                   |
|        | Rafael Ruiz de la Cuesta Cascajares | (1999) | (2004) | 4–5            | masculí | Estella           |
|        | Juan Manuel Fernández Martínez      | (2004) | (2013) | 8–9            | masculí | Barquisimeto      |
|        | Joaquín Cristóbal Galve Sauras      | (2014) |        |                | masculí | Saragossa         |

## president del Tribunal Superior de Justícia de la Comunitat Valenciana
| Imatge | Titular                          | Des de | Fins a | Duració (anys) | Gènere  | Lloc de naixement   |
| ------ | -------------------------------- | ------ | ------ | -------------- | ------- | ------------------- |
|        | Juan José Marí Castelló-Tárrega  | (1989) | (1999) | 9–10           | masculí | Castelló            |
|        | Juan Luís de la Rúa              | (1999) | (2010) | 10–11          | masculí | Santibáñez de Béjar |
|        | María Pilar de la Oliva Marrades | (2010) |        |                | femení  | Alzira              |

## president del Tribunal Superior de Justícia de les Illes Balears
| Imatge | Titular                     | Des de | Fins a | Duració (anys) | Gènere  | Lloc de naixement |
| ------ | --------------------------- | ------ | ------ | -------------- | ------- | ----------------- |
|        | Ángel Reigosa Reigosa       | (1989) | (2004) | 14–15          | masculí | O Valadouro       |
|        | Antonio José Terrasa García | (2004) | (2020) | 15–16          | masculí | Palma             |
|        | Carlos Gómez Martínez       | (2020) |        |                | masculí | Madrid            |

## president del Tribunal Superior de Justícia del País Basc
| Imatge | Titular                    | Des de | Fins a | Duració (anys) | Gènere  | Lloc de naixement  |
| ------ | -------------------------- | ------ | ------ | -------------- | ------- | ------------------ |
|        | Juan Bautista Pardo García | (1989) | (1995) | 5–6            | masculí | Villalón de Campos |
|        | Manuel María Zorrilla Ruiz | (1995) | (2004) | 8–9            | masculí |                    |
|        | Fernando Luis Ruiz Piñeiro | (2004) | (2010) | 5–6            | masculí | Madrid             |
|        | Juan Luis Ibarra Robles    | (2010) | (2020) | 9–10           | masculí | Sopela             |
|        | Iñaki Subijana             | (2021) |        |                | masculí | Sant Sebastià      |

## president del Tribunal Superior de Justícia del Principat d'Astúries
| Imatge | Titular                       | Des de | Fins a | Duració (anys) | Gènere  | Lloc de naixement |
| ------ | ----------------------------- | ------ | ------ | -------------- | ------- | ----------------- |
|        | Eduardo Gota Losada           | (1989) | (2000) | 10–11          | masculí | Terol             |
|        | Julio Alberto García Lagares  | (2000) | (2003) | 2–3            | masculí |                   |
|        | Ignacio Vidau Argüelles       | (2003) | (2019) | 15–16          | masculí | Oviedo            |
|        | Jesús María Chamorro González | (2019) |        |                | masculí | Oviedo            |